# 石陣圖
石陣圖（？年—1796年12月23日 †），字號不詳。直隸省保定府博野縣（今屬河北省保定市）人，清朝將領，官至都司。

## 生平
乾隆五十四年（1789年），中式己酉科武進士，以營守備補用。五十五年（1790年），補授四川重慶鎮標中營守備。之後署理重慶鎮標右營都司。五十八年（1793年），因「客民張添元等船被盗案」，未於期限內破獲人犯、贓物，被查參議處。
嘉慶元年（1796年）十月，白蓮教川楚教亂爆發，蔓延數個州縣，白蓮教兵於達州直隸州東鄉縣（今達州市宣漢縣）麻柳場放火搶掠，石陣圖率兵跟隨刑部右侍郎代理四川總督英善、川東道李憲宜前往剿捕。清軍紮營於泉水鋪（今屬達州市開江縣回龍鎮），白蓮教兵前來攻營，石陣圖率軍迎擊，殺傷眾多，擊退白蓮教兵，又攻克袁家石壩及鞍子坪敵寨。奏報抵達京師，上諭褒獎以應升之缺升用。
十一月，白蓮教兵屯聚於東鄉縣汪家山，清軍分路進剿，石陣圖隨同重慶鎮總兵袁國璜由七里峽進攻，白蓮教兵大亂，袁國璜軍陣斬一千餘人，追擊數十里，收復天星橋。十二月，白蓮教兵竄入橫山子（今屬梨樹鄉）、佔據山梁；二十日，石陣圖隨袁國璜趁著大霧偷襲並焚毀白蓮教哨卡，圍殲逃出的白蓮教兵；二十一日，白蓮教眾趁清軍紮營未穩時，自東鄉集結教眾三四千人前來搶攻山梁，石陣圖等極力堵禦，教眾退卻；二十二日，教眾再度聚集五六千人，分五路來攻，石陣圖隨袁國璜迎擊，出營追剿，但遭遇白蓮教伏，寡不敵眾，轉戰三天，石陣圖身受重傷，與袁國璜、何元卿、都司百壽同時陣亡。同月，游擊尚維岳、千總廖廷超、把總劉佐清先後於此戰陣亡。
戰況奏聞後，上諭：「石陣圖，著加一等議卹，廖廷超、劉佐清議卹如例。均賞雲騎尉世職，襲次完時以恩騎尉世襲罔替。」子石現瑞，承襲雲騎尉，歷官湖南提標前營都司、鎮筸鎮標中營游擊。